# 普魯士的埃特爾·腓特烈王子
威廉·艾特尔·腓特烈·克里斯蒂安·卡尔（德語：Wilhelm Eitel Friedrich Christian Karl，1883年7月7日—1942年12月8日），出生于波茨坦。普鲁士王子。是德意志皇帝兼普鲁士国王威廉二世与皇后奧古斯塔·維多利亞的次子。